# Adelobotrys adscendens
Adelobotrys adscendens là một loài thực vật có hoa trong họ Mua. Loài này được (Sw.) Triana mô tả khoa học đầu tiên năm 1871.